# Осада Динабурга
Осада Динабурга — одно из первых событий русско-шведской войны 1656—1658 годов. 18 июля 1656 года русская армия во главе с царём Алексеем Михайловичем осадила шведскую крепость Динабург. 31 июля, во время ночного штурма, продолжавшегося полтора часа, русские войска ворвались в город и пошли на приступ верхнего замка, перебив всех защитников.
После взятия города Алексей Михайлович велел возвести в Динабурге православную церковь, а город переименовать в Борисоглебск. Взятию Динабурга последовало взятие Кокенгаузена.